# Бахрейнский диалект арабского языка
Бахрейнский диалект арабского языка (араб. اللهجة البحرينية‎) — молодая разновидность арабского языка, распространённая в Королевстве Бахрейн. Бахрейнский диалект относится к восточноаравийской подгруппе (то есть к диалектам Персидского залива) восточной группы диалектов арабского языка.
Государственным языком Бахрейна является современный литературный арабский язык, но в повседневной жизни, как и в других частях Арабского мира, бахрейнцы используют местный диалект, близкий к говорам восточной Аравии и южного Ирака. В бахрейнском арабском различают два диалекта: старобахрейнский (бахарна) и новобахрейнский. Старобахрейнский является диалектом коренных жителей (в основном шииты), а новобахрейнский является центральноаравийским диалектом иммигрировавших сюда арабов-суннитов, которые занимают господствующее положение в бахрейнском обществе. По данным справочника Ethnologue на 1995 год в Бахрейне насчитывалось 100 тыс. носителей диалектов Персидского залива (отдельный бахрейнский диалект не выделяется, только диалект бахарна).